# Транос
Транос (швед. Tranås) град је у Шведској, у јужном делу државе. Град је у оквиру Јенћепиншког округа, где је четврти град по величини и значају. Транос је истовремено и седиште истоимене општине.

## Природни услови
Град Транос се налази у јужном делу Шведске и Скандинавског полуострва. Од главног града државе, Стокхолма, град је удаљен 270 км југозападно.
Транос се развио на истоименој речици Транос, која се пар километара северније улива у језеро Сомен. Градско подручје је бреговито, а надморска висина се креће 160–200 м.

## Историја
Подручје Траноса било је насељено још у време праисторије, али све до краја 19. века то је било сеоско подручје усмерено на пољопривреду.
У другој половини 19. века, са доласком индустрије и железнице, Неше доживљава препород, па 1919. године добија права града. Ово благостање траје и дан-данас.

## Становништво
Транос је данас град средње величине за шведске услове. Град има око 14.000 становника (податак из 2010. г.), а градско подручје, тј. истоимена општина има око 18.000 становника (податак из 2012. г.). Последњих деценија број становника у граду стагнира.
До средине 20. века Транос су насељавали искључиво етнички Швеђани. Међутим, са јачањем усељавања у Шведску, становништво града је постало шароликије.

## Привреда
Данас је Транос савремени град са посебно развијеном индустријом (посебно обрада дрвета и производња намештаја). Последње две деценије посебно се развијају трговина, услуге и туризам.

## Збирка слика
- Главни градски трг
- Средиште Траноса
- Главна градска црква
- Градска кућа Траноса